# SN 1968O
SN 1968O – supernowa odkryta 22 lipca 1968 roku w galaktyce A002436+2917. W momencie odkrycia miała maksymalną jasność 15,80m.